# Spectacle Island (Port Jackson)
Spectacle Island è un'isola situata nel fiume Parramatta e nell'area di Port Jackson, Sydney, Australia. Più precisamente si trova nel canale principale della sezione occidentale del porto, nei pressi del sobborgo di 
Drummoyne.
Dal 1865 l'isola ha una sua importanza in quanto è il più antico complesso per la fabbricazione e lo stoccaggio di esplosivi navali di tutta la nazione  Costruito originariamente come deposito di polvere da sparo, venne convertita in magazzino per munizioni navai nel 1893; per questo scopo ospita capannoni, moli e un sistema ferroviario interno . L'isola è stata notevolmente accresciuta in dimensione con l'uso di materiale di scarto proveniente dalla vicina Balmain Colliery.
Oggi l'isola è un deposito di memorabilia della Royal Australian Navy, ed è anche la sede della Training Ship Sydney, un'unità della Australian Navy Cadets.